# Áp chảo

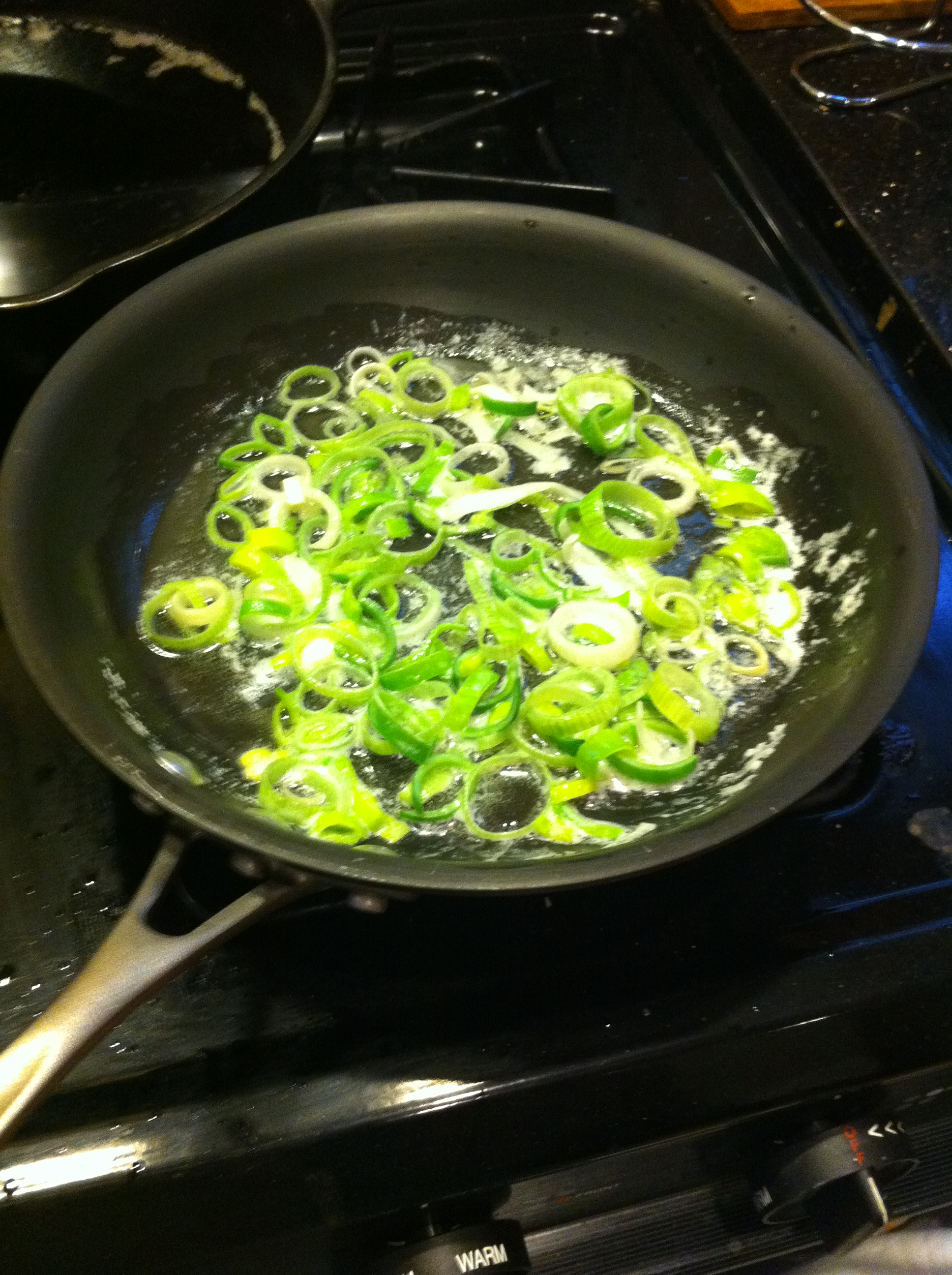
Tỏi tây được phi

Áp chảo hay phi (/ˈsoʊteɪ.ɪŋ/ hay US: /soʊˈteɪ.ɪŋ/, /sɔːˈteɪ.ɪŋ/; từ tiếng Pháp sauté [sote], nghĩa đen "nhẩy, nảy, bật" nói tới lắc trong lúc nấu) là một phương pháp nấu thức ăn sử dụng một lượng nhỏ dầu hoặc mỡ vào chảo cạn với nhiệt độ tương đối cao. Các thành phần món ăn thường được cắt thành miếng hoặc xắt lát mỏng để có thể nấu nhanh. Chế độ chính của việc truyền nhiệt trong quá trình đang phi là truyền dẫn giữa chảo và thức ăn được nấu chín. Thực phẩm được xào chín vàng trong khi vẫn giữ kết cấu của nó, độ ẩm, và hương vị. Nếu thịt, thịt gà, hoặc là cá được áp chảo, món áp chảo thường được hoàn thành bằng cách thêm nguyên liệu vào dư lượng của chảo để làm cho nước sốt.
Do nhiệt độ cao trong thời gian áp chảo dùng bơ hầu như không phù hợp, thông thường, người ta dùng chất béo bơ đã loại trừ nước hoặc dầu thực vật với một điểm khói cao. Nên ướp muối vào thịt trước hoặc sau khi chiên, là một đề tài tranh luận của các đầu bếp. Thực tế cho thấy, thịt không mất nhiều nước khi ướp thịt ngay trước khi áp chảo. Nó còn tạo ra một hương vị khi muối được chiên chung. Tuy nhiên không ướp thịt quá lâu trước khi chiên.

## Miêu tả
Nguyên liệu để áp chảo thường được cắt thành từng miếng nhỏ hoặc thái mỏng để nhanh chín. Thực phẩm được áp chảo sẽ chín vàng trong khi vẫn giữ được kết cấu, độ ẩm và hương vị của nó. Nếu áp chảo thịt, gà hoặc cá, quá trình áp chảo thường được hoàn thành bằng cách khử cặn của chảo để làm nước sốt.
Áp chảo khác với xào ở chỗ, xào chỉ làm chín bề mặt thực phẩm.
Một số loại dầu không nên được sử dụng để áp chảo do điểm khói thấp.Bơ khan, dầu hạt cải và dầu hướng dương thường được sử dụng để áp chảo; Bất kể chất béo nào, nó phải có điểm khói đủ cao để có thể nấu ở nhiệt độ trung bình-cao. Ví dụ, mặc dù bơ thông thường sẽ tạo ra nhiều hương vị hơn, nhưng nó sẽ cháy ở nhiệt độ thấp và nhanh hơn so với các chất béo khác do có chứa chất rắn sữa. Bơ khan phù hợp hơn cho việc này.

## Phương pháp
Trong một đĩa áp chảo, để nguyên liệu nhanh chín, phải đảo chúng liên tục, có thể sử dụng dụng cụ hoặc bằng cách giật chảo. Một chảo dùng chuyên để áp chảo phải đủ lớn để chứa tất cả thực phẩm, để hơi nước có thể thoát ra ngoài, giúp các nguyên liệu không bị hầm và thúc đẩy sự phát triển của thức ăn. Hầu hết các loại chảo cụ thể là chảo áp chảo đều có đáy phẳng rộng và các cạnh thấp. Các cạnh bên thấp cho phép thoát hơi nước nhanh chóng. Trong khi chảo thường có các cạnh loe hoặc tròn, chảo áp chảo thường có các mặt thẳng đứng, giúp đồ không bị văng ra ngoài khi chảo giật hoặc khuấy.
Chỉ cần lượng mỡ đủ để tráng nhẹ đáy chảo để áp chảo. Thực phẩm được phết qua lớp mỡ nóng trong chảo, và để sang màu nâu, đảo hoặc lật thường xuyên để nấu đều. Kỹ thuật áp chảo bao gồm việc nắm chặt tay cầm của chảo áp chảo và sử dụng chuyển động mạnh của khuỷu tay để giật chảo mạnh, lặp lại khi cần thiết để đảm bảo các nguyên liệu chín kỹ. Tuy nhiên, đảo hoặc đảo các món trong chảo bằng cách lắc chảo quá thường xuyên, có thể khiến chảo nguội và khiến thời gian xào lâu hơn.

Sautéing
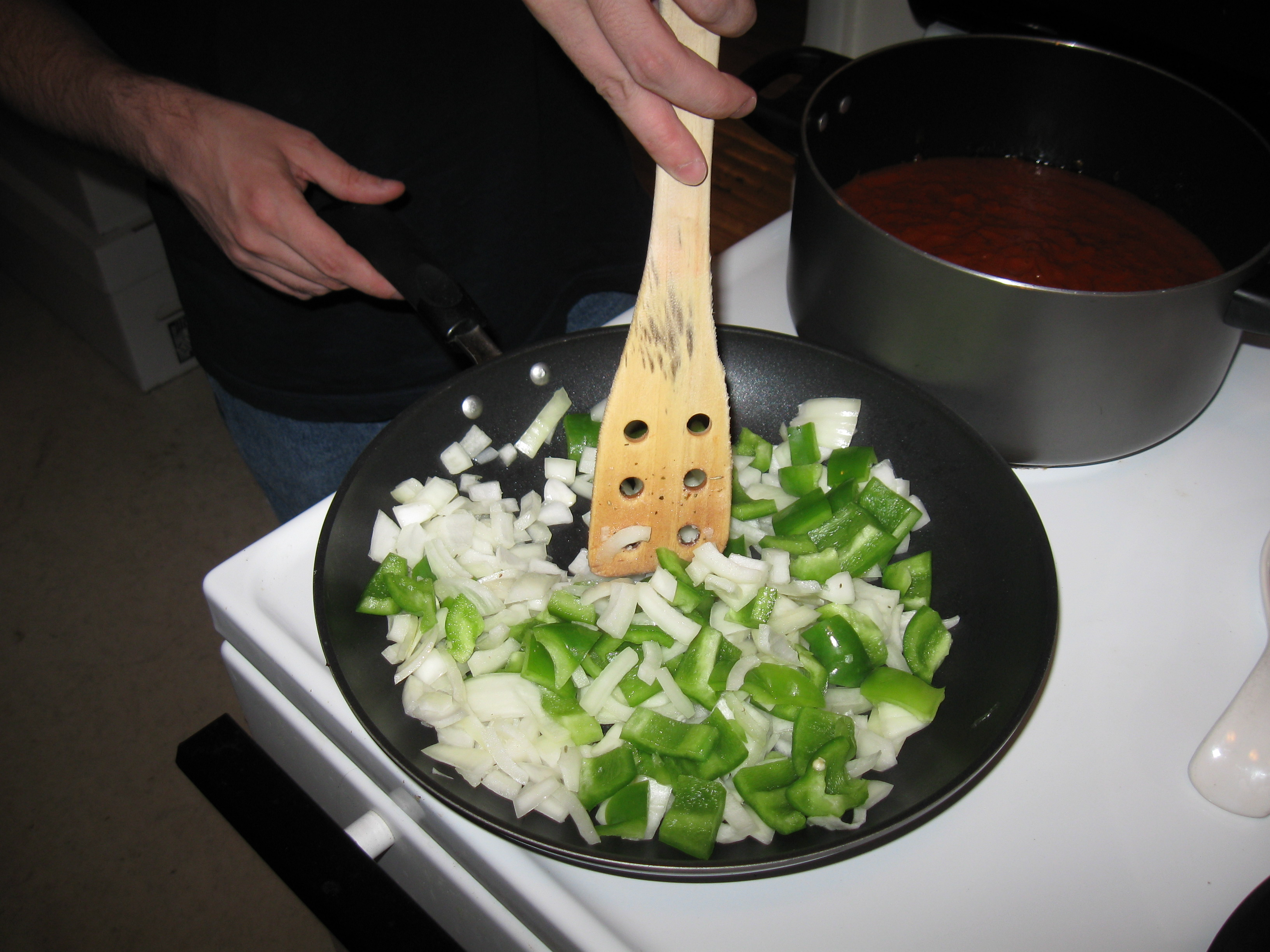
Xào hành và ớt
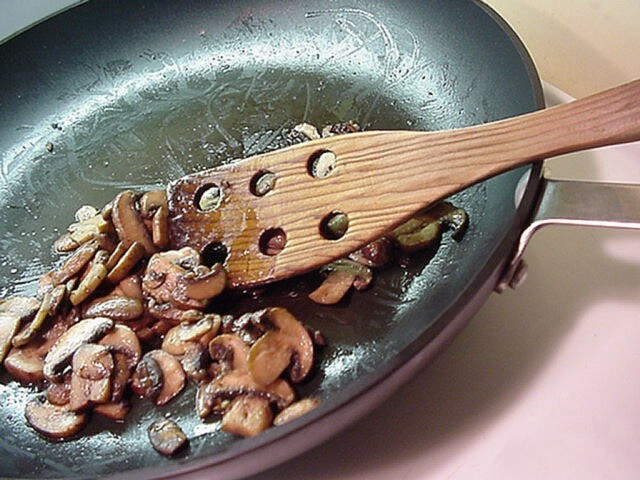
Nấm xào: nấm baby bella (portobello) áp chảo
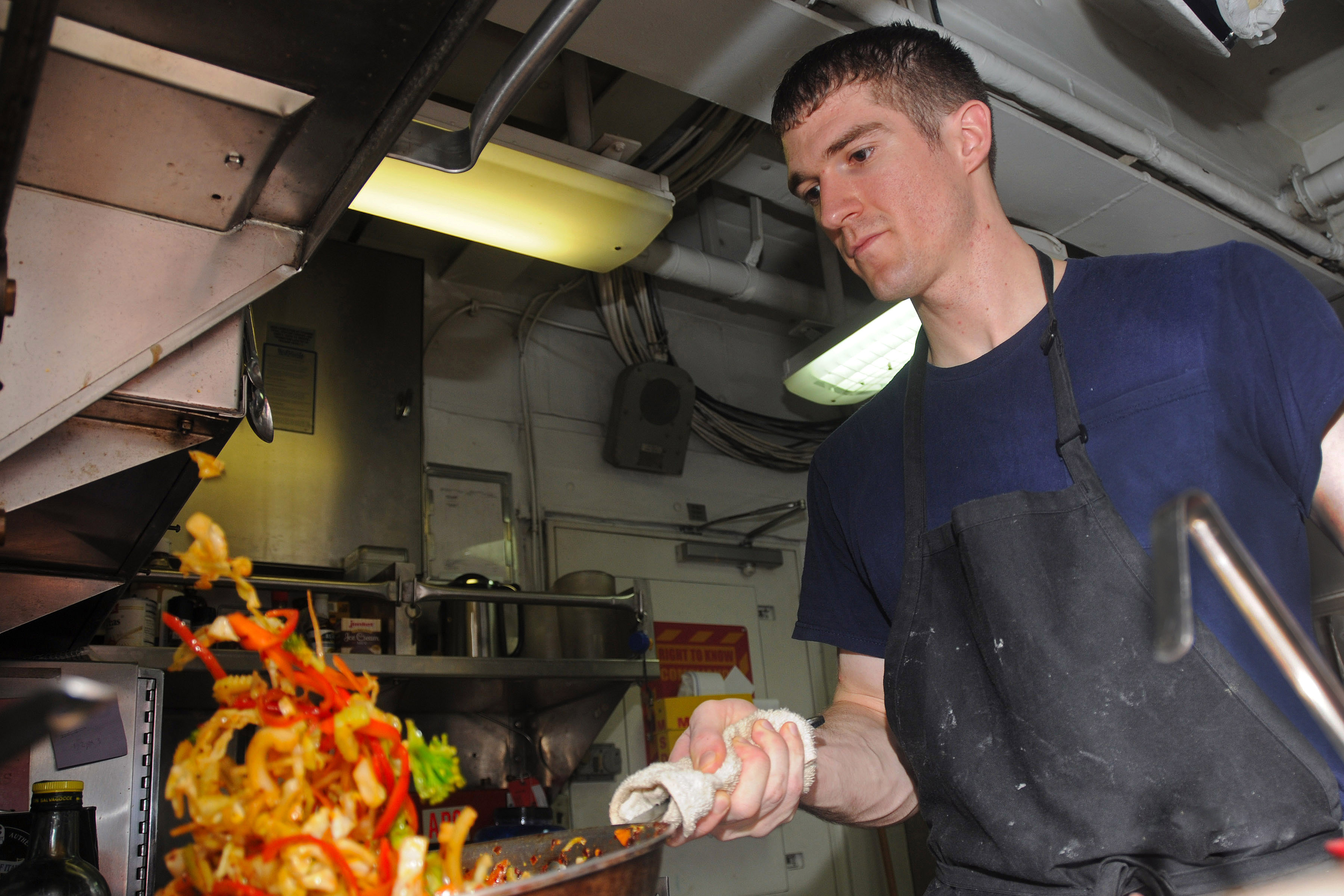
Rau xào cho vào chảo xào
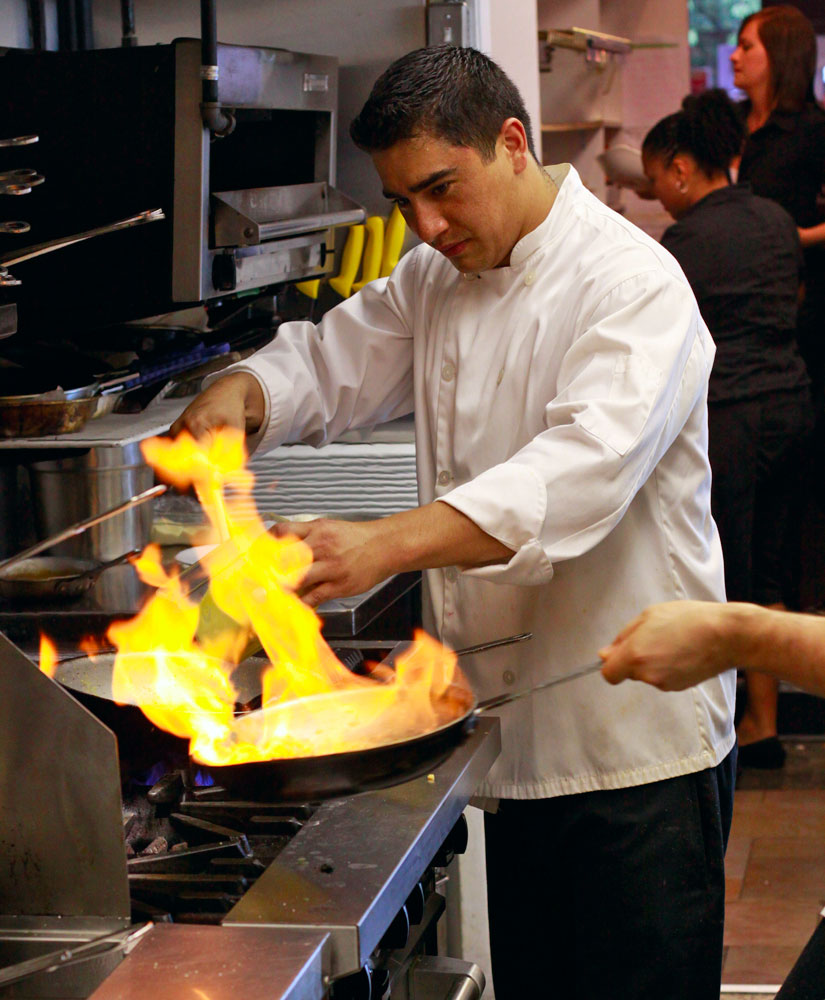
Flambéing trong chảo áp chảo